# Welsh Premier League (2009/2010)
Welsh Premier League 2009/2010 (znana jako  Principality Building Society Welsh Premier League ze względów sponsorskich) był 18. sezonem najwyższej klasy rozgrywkowej w Walii.
Sezon został otwarty 14 sierpnia 2009 r., a zakończył się 24 kwietnia 2010 r.
Mistrzem po raz piąty w swojej historii został zespół The New Saints F.C..

## Skład ligi w sezonie 2009/2010
W lidze rywalizowało osiemnaście drużyn – siedemnaście z poprzedniego sezonu i jedna z Cymru Alliance: Bala Town (mistrz Cymru Alliance), dla którego był to pierwszy sezon w najwyższej klasie rozgrywkowej. Zastąpił on Caernarfon Town.
Z powodów licencyjnych żadna z drużyn Welsh Football League Division One nie otrzymała promocji, dzięki czemu w lidzie utrzymał się Caersws.
| Uczestnicy poprzedniej edycji | Uczestnicy poprzedniej edycji | Uczestnicy poprzedniej edycji | Uczestnicy poprzedniej edycji |
| --- | ----------------------------- | ----------------------------- | ----------------------------- |
| RHY | Rhyl FC                       | Rhyl                          | 1                             |
| LLA | Llanelli AFC                  | Llanelli                      | 2                             |
| TNS | The New Saints F.C.           | Oswestry                      | 3                             |
| CMR | Carmarthen Town               | Carmarthen                    | 4                             |
| PTT | Port Talbot Town F.C.         | Port Talbot                   | 5                             |
| BAN | Bangor City                   | Bangor                        | 6                             |
| HAV | Haverfordwest County          | Haverfordwest                 | 7                             |
| ABE | Aberystwyth Town F.C.         | Aberystwyth                   | 8                             |
| CQN | Connah’s Quay Nomads F.C.     | Connah’s Quay                 | 9                             |
| NTW | Newtown A.F.C.                | Newtown                       | 10                            |
| WEL | Welshpool Town                | Welshpool                     | 11                            |
| AIR | Airbus UK Broughton           | Broughton                     | 12                            |
| CDR | Cefn Druids                   | Cefn Mawr, Wrexham            | 13                            |
| NEA | Neath                         | Neath                         | 14                            |
| PRE | Prestatyn Town                | Prestatyn                     | 15                            |
| POR | Porthmadog                    | Porthmadog                    | 16                            |
| CWS | Caersws                       | Caersws                       | 17                            |
| Awans z Cymru Alliance 2008/09 |                               |                               |                               |
| BAL | Bala Town                     | Bala                          | 1                             |
| Oznaczenia: - kolumna pierwsza – skróty nazw drużyn, - kolumna trzecia – siedziba klubu, - kolumna czwarta – miejsce zajęte w poprzednim sezonie. |                               |                               |                               |

## Rozgrywki

### Tabela
| Lp. | Drużyna                       | M  | Z  | R  | P  | Bramki | Bramki | Różn. | Pkt | Uwagi                                        |
| --- | ----------------------------- | -- | -- | -- | -- | ------ | ------ | ----- | --- | -------------------------------------------- |
| 1   | The New Saints F.C. (M)       | 34 | 25 | 7  | 2  | 69     | 13     | +56   | 82  | Liga Mistrzów UEFA • II runda kwalifikacyjna |
| 2   | Llanelli AFC                  | 34 | 25 | 5  | 4  | 79     | 26     | +53   | 80  | Liga Europy UEFA • I runda kwalifikacyjna    |
| 3   | Port Talbot Town F.C.         | 34 | 19 | 8  | 7  | 56     | 23     | +33   | 65  | Liga Europy UEFA • I runda kwalifikacyjna    |
| 4   | Aberystwyth Town F.C.         | 34 | 19 | 7  | 8  | 54     | 41     | +13   | 64  |                                              |
| 5   | Bangor City (P)               | 34 | 19 | 6  | 9  | 75     | 45     | +30   | 63  | Liga Europy UEFA • II runda kwalifikacyjna   |
| 6   | Rhyl FC (S)                   | 34 | 18 | 8  | 8  | 74     | 43     | +31   | 62  | Spadek do Cymru Alliance                     |
| 7   | Airbus UK Broughton           | 34 | 12 | 13 | 9  | 49     | 37     | +12   | 49  |                                              |
| 8   | Prestatyn Town                | 34 | 12 | 12 | 10 | 53     | 53     | 0     | 48  |                                              |
| 9   | Neath                         | 34 | 12 | 11 | 11 | 41     | 38     | +3    | 47  |                                              |
| 10  | Carmarthen Town               | 34 | 12 | 9  | 13 | 45     | 38     | +7    | 45  |                                              |
| 11  | Bala Town1                    | 34 | 12 | 9  | 13 | 39     | 47     | −8    | 45  |                                              |
| 12  | Haverfordwest County1         | 34 | 11 | 11 | 12 | 43     | 47     | −4    | 44  |                                              |
| 13  | Newtown A.F.C.1               | 34 | 10 | 11 | 13 | 54     | 57     | −3    | 41  |                                              |
| 14  | Connah’s Quay Nomads F.C. (S) | 34 | 11 | 8  | 15 | 31     | 42     | −11   | 41  | Spadek do Cymru Alliance                     |
| 15  | Porthmadog (S)                | 34 | 6  | 6  | 22 | 23     | 66     | −43   | 24  | Spadek do Cymru Alliance                     |
| 16  | Welshpool Town (S)            | 34 | 6  | 5  | 23 | 30     | 70     | −40   | 23  | Spadek do Cymru Alliance                     |
| 17  | Caersws (S)                   | 34 | 3  | 4  | 27 | 26     | 94     | −68   | 13  | Spadek do Cymru Alliance                     |
| 18  | Cefn Druids (S)               | 34 | 1  | 6  | 27 | 16     | 77     | −61   | 9   | Spadek do Cymru Alliance                     |

### Wyniki
| Gospodarz \ Gość          | ABE | AIR | BAL | BAN | CWS | CMR | CDR | CQN | HAV | LLA | NEA | NTW | PTT | POR | PRE | RHY | TNS | WEL |
| Aberystwyth Town F.C.     |     | 0:3 | 1:0 | 2:1 | 3:2 | 1:2 | 4:1 | 1:2 | 2:1 | 1:1 | 1:1 | 2:1 | 2:1 | 1:0 | 2:3 | 2:2 | 1:3 | 1:1 |
| Airbus UK Broughton       | 2:0 |     | 0:1 | 1:5 | 3:0 | 2:2 | 1:1 | 4:0 | 3:1 | 0:1 | 1:1 | 2:0 | 0:0 | 1:2 | 2:0 | 2:2 | 0:0 | 1:2 |
| Bala Town                 | 1:1 | 1:2 |     | 2:1 | 2:0 | 1:3 | 1:0 | 2:2 | 1:1 | 0:1 | 1:0 | 1:1 | 1:1 | 0:0 | 2:4 | 0:4 | 0:1 | 2:1 |
| Bangor City               | 0:1 | 3:0 | 6:3 |     | 7:1 | 3:2 | 3:1 | 0:0 | 3:2 | 2:3 | 3:1 | 0:0 | 1:1 | 2:0 | 4:0 | 3:1 | 0:1 | 3:2 |
| Caersws                   | 0:4 | 0:4 | 1:3 | 1:3 |     | 0:3 | 1:0 | 1:0 | 0:2 | 0:2 | 0:1 | 1:1 | 1:2 | 1:2 | 1:5 | 2:2 | 0:3 | 3:0 |
| Carmarthen Town           | 0:0 | 0:1 | 2:1 | 2:2 | 1:0 |     | 4:0 | 1:0 | 2:2 | 1:2 | 0:1 | 1:2 | 3:1 | 1:3 | 1:2 | 0:1 | 1:2 | 1:1 |
| Cefn Druids               | 0:3 | 1:1 | 1:2 | 0:1 | 1:1 | 0:1 |     | 0:1 | 1:2 | 2:5 | 0:1 | 0:2 | 0:1 | 1:0 | 0:5 | 1:1 | 0:0 | 0:1 |
| Connah’s Quay Nomads F.C. | 0:3 | 0:1 | 0:1 | 0:1 | 5:0 | 0:0 | 3:1 |     | 1:1 | 1:0 | 2:0 | 3:1 | 0:3 | 3:0 | 1:1 | 0:2 | 1:0 | 0:0 |
| Haverfordwest County      | 0:1 | 1:1 | 1:1 | 2:2 | 3:1 | 2:1 | 1:0 | 1:0 |     | 0:1 | 1:2 | 1:2 | 1:1 | 2:0 | 3:3 | 2:4 | 0:0 | 1:0 |
| Llanelli AFC              | 4:0 | 2:2 | 2:0 | 3:2 | 7:1 | 1:0 | 4:0 | 5:0 | 1:1 |     | 2:1 | 3:2 | 1:0 | 5:0 | 4:1 | 3:1 | 0:2 | 2:1 |
| Neath                     | 1:3 | 0:0 | 2:1 | 0:1 | 5:3 | 1:1 | 1:1 | 1:1 | 1:2 | 2:1 |     | 1:1 | 0:2 | 3:2 | 1:1 | 2:0 | 0:1 | 4:0 |
| Newtown A.F.C.            | 1:2 | 3:3 | 0:1 | 2:5 | 4:1 | 0:0 | 4:2 | 0:0 | 2:1 | 0:2 | 1:0 |     | 2:2 | 1:3 | 3:2 | 2:4 | 0:2 | 4:1 |
| Port Talbot Town F.C.     | 1:2 | 2:1 | 0:0 | 2:1 | 4:0 | 0:1 | 7:0 | 1:0 | 1:0 | 0:0 | 2:0 | 2:1 |     | 5:0 | 1:1 | 2:1 | 2:0 | 3:0 |
| Porthmadog                | 0:1 | 0:1 | 0:2 | 0:2 | 1:1 | 1:4 | 1:0 | 0:1 | 0:0 | 0:4 | 1:4 | 1:1 | 0:1 |     | 2:0 | 0:2 | 1:1 | 2:3 |
| Prestatyn Town            | 0:2 | 2:2 | 2:1 | 1:1 | 1:0 | 0:0 | 2:0 | 3:2 | 3:0 | 1:5 | 0:0 | 1:1 | 0:3 | 1:1 |     | 0:0 | 0:1 | 2:1 |
| Rhyl FC                   | 1:1 | 2:1 | 5:2 | 5:1 | 3:1 | 2:1 | 6:0 | 4:1 | 1:2 | 0:0 | 0:1 | 4:2 | 2:0 | 4:0 | 1:1 |     | 1:2 | 4:1 |
| The New Saints F.C.       | 4:0 | 2:1 | 0:0 | 2:1 | 4:0 | 2:0 | 4:0 | 3:0 | 4:0 | 1:0 | 2:2 | 2:2 | 1:0 | 5:0 | 5:0 | 4:0 |     | 4:0 |
| Welshpool Town            | 1:3 | 0:0 | 1:2 | 1:2 | 3:1 | 1:3 | 2:1 | 0:1 | 1:3 | 1:2 | 0:0 | 1:5 | 0:2 | 2:0 | 0:5 | 1:2 | 0:1 |     |

Źródło:.

## Lista strzelców
| Zawodnik                      | Drużyna               | Bramki |
| ----------------------------- | --------------------- | ------ |
| Rhys Griffiths                | Llanelli AFC          | 30     |
| Jamie Reed                    | Bangor City           | 24     |
| Chris Sharp                   | The New Saints F.C.   | 23     |
| Matthew Williams (footballer) | Rhyl FC               | 20     |
| Luke Bowen                    | Aberystwyth Town F.C. | 17     |
| Marc Lloyd-Williams           | Airbus UK Broughton   | 16     |
| Martin Rose                   | Port Talbot Town F.C. | 16     |
| Mark Connolly                 | Rhyl FC               | 15     |
| Lee Hunt                      | Bangor City           | 15     |
| Jack Christopher              | Haverfordwest County  | 14     |
| Andy Moran                    | Prestatyn Town        | 14     |
| Craig Stiens                  | Neath                 | 14     |

Źródło:.

## Najlepsi w sezonie
| Trener        | Neville Powell | Bangor City           | [ 4 ] [ 5 ] |
| Zawodnik      | Liam McCreesh  | Port Talbot Town F.C. | [ 6 ] [ 5 ] |
| Młodzieżowiec | Craig Jones    | The New Saints F.C.   | [ 6 ] [ 5 ] |

## Jedenastka sezonu
| Pozycja   | Zawodnik         | Drużyna               |
| --------- | ---------------- | --------------------- |
| Bramkarz  | Lee Kendall      | Port Talbot Town F.C. |
| Obrońca   | Scott Barrow     | Port Talbot Town F.C. |
| Obrońca   | Danny Holmes     | The New Saints F.C.   |
| Obrońca   | Michael Johnston | Bangor City           |
| Obrońca   | Steve Evans      | The New Saints F.C.   |
| Pomocnik  | Scott Ruscoe     | The New Saints F.C.   |
| Pomocnik  | Liam McCreesh    | Port Talbot Town F.C. |
| Pomocnik  | Geoff Kellaway   | Aberystwyth Town F.C. |
| Pomocnik  | Craig Jones      | The New Saints F.C.   |
| Napastnik | Martin Rose      | Port Talbot Town F.C. |
| Napastnik | Rhys Griffiths   | Llanelli AFC          |

Źródło:.

## Stadiony
| Aberystwyth Town F.C.       | Airbus UK Broughton                        | Bala Town             | Bangor City         | Caersws                    | Carmarthen Town              |
| --------------------------- | ------------------------------------------ | --------------------- | ------------------- | -------------------------- | ---------------------------- |
| Park Avenue                 | Hollingsworth Group International Airfield | Maes Tegid            | Farrar Road Stadium | Recreation Ground, Caersws | Richmond Park                |
| Pojemność: 2500             | Pojemność: 2100                            | Pojemność: 3000       | Pojemność: 1500     | Pojemność: 3500            | Pojemność: 3000              |
|                             |                                            |                       |                     |                            |                              |
| Elements Cefn Druids A.F.C. | Connah’s Quay Nomads F.C.                  | Haverfordwest County  | Llanelli AFC        | Neath                      | Newtown A.F.C.               |
| Plaskynaston Lane           | Deeside Stadium                            | Bridge Meadow Stadium | Stebonheath Park    | The Gnoll                  | Latham Park                  |
| Pojemność: 2000             | Pojemność: 5500                            | Pojemność: 2000       | Pojemność: 3700     | Pojemność: 6000            | Pojemność: 5000              |
|                             |                                            |                       |                     |                            |                              |
| Port Talbot Town F.C.       | Porthmadog                                 | Prestatyn Town        | Rhyl FC             | The New Saints F.C.        | Technogroup Welshpool Town   |
| Victoria Road               | Y Traeth Stadium                           | Bastion Road          | Belle Vue           | Park Hall                  | Maes y Dre Recreation Ground |
| Pojemność: 2500             | Pojemność: 2000                            | Pojemność: 1000       | Pojemność: 3800     | Pojemność: 2000            | Pojemność: 3000              |
|                             |                                            |                       |                     |                            |                              |